# 523 Ада
523 Ада (енгл. 523 Ada) је астероид главног астероидног појаса са пречником од приближно 31,89 km.
Афел астероида је на удаљености од 3,488 астрономских јединица (АЈ) од Сунца, а перихел на 2,452 АЈ.
Ексцентрицитет орбите износи 0,174, инклинација (нагиб) орбите у односу на раван еклиптике 4,293 степени, а орбитални период износи 1870,339 дана (5,120 година).
Апсолутна магнитуда астероида је 9,60 а геометријски албедо 0,251.
Астероид је откривен 27. јануара 1904. године.